# حزب کمونیست آبخاز
حزب کمونیست آبخاز (CPA) (آبخازی: Аԥсны Акомунисттә Апартиа؛ گرجی: აფხაზეთის კომუნისტური პარტია) یک حزب سیاسی با ایدئولوژی کمونیسم در آبخاز است. رهبر این حزب لو شامبا است.
این حزب در ماه مارس ۱۹۲۱ با تقاضای جمهوری جداگانه شوروی آبخاز تأسیس شد. سپس توسط افرم اشبا هدایت شد. اشبا در تابستان ۱۹۱۸ کمیته انقلابی - نظامی بلشویکی را در سوخومی تشکیل داده بود. گروه اشبا خواستار ادغام مستقیم آبخاز در اتحاد جماهیر شوروی بودند. در دوره شوروی، حزب کمونیست آبخاز بخشی از حزب کمونیست اتحاد جماهیر شوروی بود. در سال ۱۹۸۸، حزب کمونیست خواستار جدایی آبخاز شد.
پس از سقوط اتحاد جماهیر شوروی، این حزب بعنوان یک حزب مستقل در ۴ مارس ۱۹۹۵ احضار شد. در دهه نود، آن را انور کاپبا رهبری می‌کرد. در طی اولین انتخابات ریاست جمهوری آبخازیا، در سال ۱۹۹۹، از رئیس‌جمهور ولادیسلاو آردزینبا (که بدون مخالفت شرکت کرد) حمایت کرد. در دوران اردزینبا، این حزب به عنوان یک حزب مخالف وفادار فعالیت می‌کرد.
حزب کمونییت آبخاز ارتباط نزدیک با گروه‌های کمونیست در روسیه برقرار می‌کند. این حزب به اتحادیه احزاب کمونیست - حزب کمونیست اتحاد جماهیر شوروی وابسته است. با این حال، برخلاف بسیاری از سازمانهای کمونیستی دیگر در منطقه، حزب میراث سیاسی ژوزف استالین را محکوم کرده‌است.
این حزب قصد داشت هشتمین کنگره خود را در تاریخ ۳۰ اکتبر ۲۰۱۳ برگزار کند و لو شاما اعلام کرد که قصد استعفا از سمت رهبری را دارد، که به مدت هشت سال در این سمت بود اما تا زمان بیستمین سالگرد حزب در سال ۲۰۱۵ همچنان رئیس بود.
در ۲۹ فوریه ۲۰۱۶، حزب کمونیست به عضویت بنیانگذار شورای وحدت ملی جمهوری آبخاز درآمد و نیروهای سیاسی را که نه طرفدار دولت بودند و نه مخالف مخالف بودند، متحد کرد.